# Brisa Paim
Brisa Paim Duarte nasceu em Salvador, Bahia. Morou em Manaus e em Maceió, e, atualmente, vive em Coimbra, Portugal. É formada em Direito pela Universidade Federal de Alagoas (2007), mestre em Direito pela Universidade de Coimbra e está cursando o Doutorado também pela Universidade de Coimbra. Atua como investigadora, professora de Direito e escritora.
Seu primeiro romance, a morte de paula d., ganhou o prêmio LEGO de Literatura da Faculdade de letras da UFAL em 2007 e foi publicado oficialmente pela EDUFAL em 2009. Seu romance também foi finalista do Prêmio São Paulo de Literatura na categoria de romancistas estreantes em 2010. Além do livro a morte de paula d., Brisa Paim tem outros contos e poemas publicados em antologias e outros veículos.
Em 2022, lançou seu segundo romance, A mecânica das pontes, publicado pelo selo Trajes Lunares, de Alagoas.

## a morte de paula d.

### Resumo
“A história é bem simples podendo ser dividida em três partes. Na primeira temos a raiz da narradora que discute com o marido a questão de colocar as suas três crianças na escola ortodoxa, em meio aos seus pensamentos e fala podemos sintetizar toda a vida da narradora sendo uma mulher casada, numa típica família patriarcal com três filhos, vinda de uma educação religiosa e que passa o tempo comprando roupas quando pode. Ela é uma típica DONA de casa.
A segunda parte se passa no escuro durante a insônia que a acomete naquela noite (...). Aqui a narradora só vai realmente pensar na vida que leva, guardando seus pensamentos mais secretos, alguns sexuais, outros indagadores até encontrar um livro chamado “Morte de Paula D.” que a atrai ao ponto dela encarnar a personagem do livro.
Na terceira parte já de manhã, a possessão que Paula D. fará nela será completa ao se trancar no quarto e começar um monólogo arrasador. (...) o livro entra num vortex que mistura além disso, a lembrança, a reflexão, o desespero e talvez somente a imaginação, pois como não temos nenhum dado biográfico da personagem até esse ponto não podemos dizer se é ela mesmo ou a personagem Paula D. que ela começa a encarnar.
([...) Sozinha trancada no quarto ela renega seu papel de mãe e esposa, começa uma viagem para se reencontrar consigo mesma. Revisita todo seu relacionamento com o marido desde o momento em que eles se conhecem pelo olhar até o casamento, possivelmente a fonte das amarguras do presente. O romance não se atém só a isso, ele passeia por vários sentimentos (...). Assumindo a personalidade de Paula D. ela se elege Mulher antes de Dona, Mulher, Mãe, etc.”

### Crítica
Nilton Resende diz: “Soa falho enfatizar a linguagem ou a personagem de a morte de paula d., pois os dois aspectos se interpenetram. Apesar de a linguagem parecer uma ruptura com as narrativas tradicionais, é preciso lembrar que há escritores cultivando modos afins. Modos que chamam a atenção por não serem comumente adotados, mas cuja análise não se deve resumir a essa aparente novidade. A qualidade desse romance não se deve à adoção deste ou daquele modo narrativo, mas à adequação do modo à especificidade de um projeto literário.
No livro, temos uma mulher em uma agonia crônica. A narradora, inominada, toma consciência de si e de seu entorno e dá vazão a isso, num discurso de humor ácido e auto-irônico, por perceber que não poderá livrar-se da dor. Fragmentada a personagem pelo abismo entre a consciência e a ação, fragmenta-se sua narração. Por isso a ausência, por exemplo, dos travessões indicativos dos diálogos; sinais meramente gráficos que, no caos do pensamento-imaginação, artificializariam o texto. A própria autora já me afirmou não gostar deles, pois lhe dão a impressão de uma pausa estranha, entre cada fala, que interrompe a fluidez do que se narra.
E é importante a fluidez: uma vez no mundo criado por Brisa, não se consegue sair dele com facilidade. O encadear da história nos seduz, soltando-nos, ou melhor, deixando-nos presos a ela mesmo após o fim. Um fim que não há.
Leitores já comentaram do suicídio da personagem ao término do romance; mas não há esse suicídio, essa possível solução. Há a perenização da agonia. Não porque seja a narrativa circular, mas por ser esférica: uma esfera de interior fluido. Um fluido que é a voz da mulher que, doída, precisa aliviar-se, mas está presa na esfera, na coisa rotunda. E o que sai de sua boca (palavra-fluido-gás) serve apenas para aumentar a pressão dentro do bólido. E esse bólido-esfera é sua vida, seu entorno, sua própria consciência. Quando apenas saber não basta, nossa consciência torna-se uma câmara asfixiante em que nos debatemos infinitamente.
a morte de paula d., para além da possível identificação dele para com questões femininas, dá-nos questões humanas, afirmando-se como um representativo de sua contemporaneidade, pela gama de aspectos tratados, clamando para serem vistos com rigor: a diluição da identidade; a liberdade cerceada; a vontade adoecida; a coisificação. Aspectos tratados com humor, mas um humor quase desesperado, como quando a perdição é tão clara e iminente e já está tão instalada que só nos resta rir da miséria. E a personagem ri ao fim do livro, logo antes de assumir que sua vida não é apenas circular, mas rotunda. E que não há volta e nem alguma possível libertação.”
Outro crítico comenta: “A pulsão poética, a voz narrativa aparentemente confusa, palavras que tentam representar um além aos pensamentos da personagem; o monólogo frenético, estremecido, repleto de perturbações; essa aparente confusão, esconde um cuidado extremo da autora de “a morte de paula d.”. Cada termo, palavra, incorpora uma função, tem sua necessidade de ser, de estar grafadas ali, daquela forma específica; é esse cuidado na construção que dá o ritmo impecável do livro. Cada efeito é medido. Ao subverter à pontuação e demais elementos de uma narrativa convencional, Brisa Paim propõe um clima, o clima de paula d.; misto de epifania e náusea que vai culminar no abandono dos outros e de si,  num círculo de fuga que tende à um beco sem saída. Não vemos aquele tipo de prosa da expressividade descuidada. E por esses efeitos calculados, a construção do livro se impõe como objeto estético, nos estremece os sentidos. Uma construção, no intuito e apuração, quase cabralina.
O ritmo é o mecanismo usado pela autora para ordenar o caos interno da personagem, ou pelo menos, o esforço em ordená-lo da única forma possível, já que o sentir ultrapassa qualquer representação:
"às vezes eu  me sinto analfabeta eu também"
"todo mundo fala eu queria ao invés de eu quero"
O laço que amarra o leitor nessa história, é esse mesmo ritmo, é através da fruição do ritmo que atingimos a fruição da obra. Somos arrebatados como numa reza ou mantra. Se Brisa Paim parte de formas já usadas, como Beckett e Hilda Hilst, o fluxo de livre consciência, parte com consciência literária apurada. Emula essas vozes para saltar à frente com uma voz própria, autoral e profundamente encantadora.”

## A mecânica das pontes

### Resumo
O que você faria se, inesperadamente, uma pessoa retornasse à sua vida, alguém que você amou e com quem conviveu, mas que retorna agora doente e solicitando os seus cuidados, dizendo-se estar sendo “comido por dentro” e necessitado de dizer isso a você?
Neste romance de Brisa Paim, tal reencontro, para além de mexer nas órbitas de seus protagonistas, revolve espaço e tempo, numa linguagem de cujo torvelinho dificilmente o leitor poderá ou quererá escapar.

### Citação do livro
E os cabelos da mulher correrão já de novo para a cara, e ela ficará cada vez mais turva e assustada, porque mesmo que ele esteja magro, pálido, incapaz de levantar sequer um dedo, ela não resiste e imagina como seria bom se o homem pudesse ser enfim o seu escravo. E o pinta por ali como um servo totalmente submisso, vestido somente de carne e pelos, vagando pela casa sempre à sombra dela, e a casa sendo finalmente, para ela, um refúgio, um forte, e ela só terra firme, boia e âncora. Essa imagem lhe bole bem no centro, pois nela o homem não passa de um músculo denso, grato e vigoroso, obediente e devoto à sua tirana. E lhe dá uma espécie de frio na espinha, um frio pungente e profundo como os frios de antigamente, quando o mundo, mesmo simples, era às vezes majestoso, e esse frio é mais uma das velhas cordas que a puxam pros desejos.

## Prêmios
2007- Prêmio Lego de Literatura (a morte de paula d.)
2009- 3º Prêmio Internacional Poesia ao Vídeo, Fliporto – Festa Literária Internacional de Porto de Galinhas.
2010 – Finalista do Prêmio São Paulo de Literatura (autor estreante) – Secretaria de Cultura do Estado de São Paulo. (a morte de paula d.)